# Cusima Júko
Cusima Júko (津島 佑子; Hepburn: Yūko Tsushima; Tokió, 1947. március 30. – Tokió, 2016. február 18.) japán írónő, esszéista, kritikus.

## Életpályája
Eredeti neve Cusima Szatoko. Tokióban született Dazai Oszamu (Cusima Súdzsi) második lányaként, egy évvel azelőtt, hogy apja 39. születésnapján „páros öngyilkosságot”, dzsósit követett el a szeretőjével. Három évvel idősebb bátyja Down-kóros volt, vele együtt nevelődött annak 1960-as haláláig. Mindez rányomta bélyegét művészetére, akárcsak későbbi válása és egyedülálló anya volta. A Sirajuri Katolikus Lányegyetemen végzett angol szakon, 1970-ben férjhez ment, szült egy leány- és egy fiúgyermeket, majd 1976-ban elvált. Már főiskolás korában publikált a Bungei Sutó folyóiratban pályatársával, a korán elhunyt Nakagami Kendzsivel együtt, akivel több közös témájuk is volt. 1976-ban elnyerte a Tamura Tosiko-díjat Mugura no haha (’A gyomok anyja’) című elbeszéléséért. Ábrázolástechnikája emlékeztet neves apja „énregény” (sisószecu) műfajára, a váratlan cselekményfordulatok azonban csakis rá jellemzők. Aktívan részt vesz a nemzetközi irodalmi életben: fellépett az Öbölháborút ellenző írók fórumán, a japán–koreai irodalmi szümpóziumon, a japán–kínai írónők szümpóziumán, a japán–indiai írókaravánon.

## Művészete
Művei a férfi–nő és szülő–gyermek viszonyt és az elidegenedést boncolják, egészen az alapokig ásva, gyakran az erkölcsi és társadalmi normarendszer figyelmen kívül hagyásával, tárgyilagos hangnemben, minden szentimentalizmus nélkül.

### Fontosabb írásai
- Csódzsi („A szerencsegyermek”, regény, 1978)
- Hikari no rjóbun („A fény birodalma”, elbeszélések, 1979), elnyerte a Noma-díjat
- Jama o hasiru onna („Egy asszony fut át a hegyen”, regény, 1980)
- Hi no kava no hitori de („A Tűzfolyó partján”, regény, 1983)
- Joru no hikari ni ovarete („Az esti fény üldözöttje”, regény, 1986)
- Hinojama: jamazaru ki („A Tűzhegy: egy vadmajom beszámolója”, regény, 1998), elnyerte a Tanizaki Dzsunicsiró-díjat és a Noma-díjat
- Nara Report („Narai beszámoló”, regény, 2004), elnyerte a Muraszaki Sikibu-díjat

### Angol nyelven
- Child of Fortune (Csódzsi, regény, 1983)
- „The Silent Traders” (Danmari icsi), elbeszélés, in: The Shōwa Anthology: Modern Japanese Short Stories, 1985, elnyerte a Kavabata Jaszunari-díjat
- The Shooting Gallery (válogatott elbeszélések, 1986)
- Woman Running in the Mountains (Jama o hasiru onna, regény, 1991)
- „A Very Strange, Enchanted Boy” (Fusigi na sónen), elbeszélés, in: The Oxford Book of Japanese Short Stories, 1997